# Diocesi di Teano-Calvi

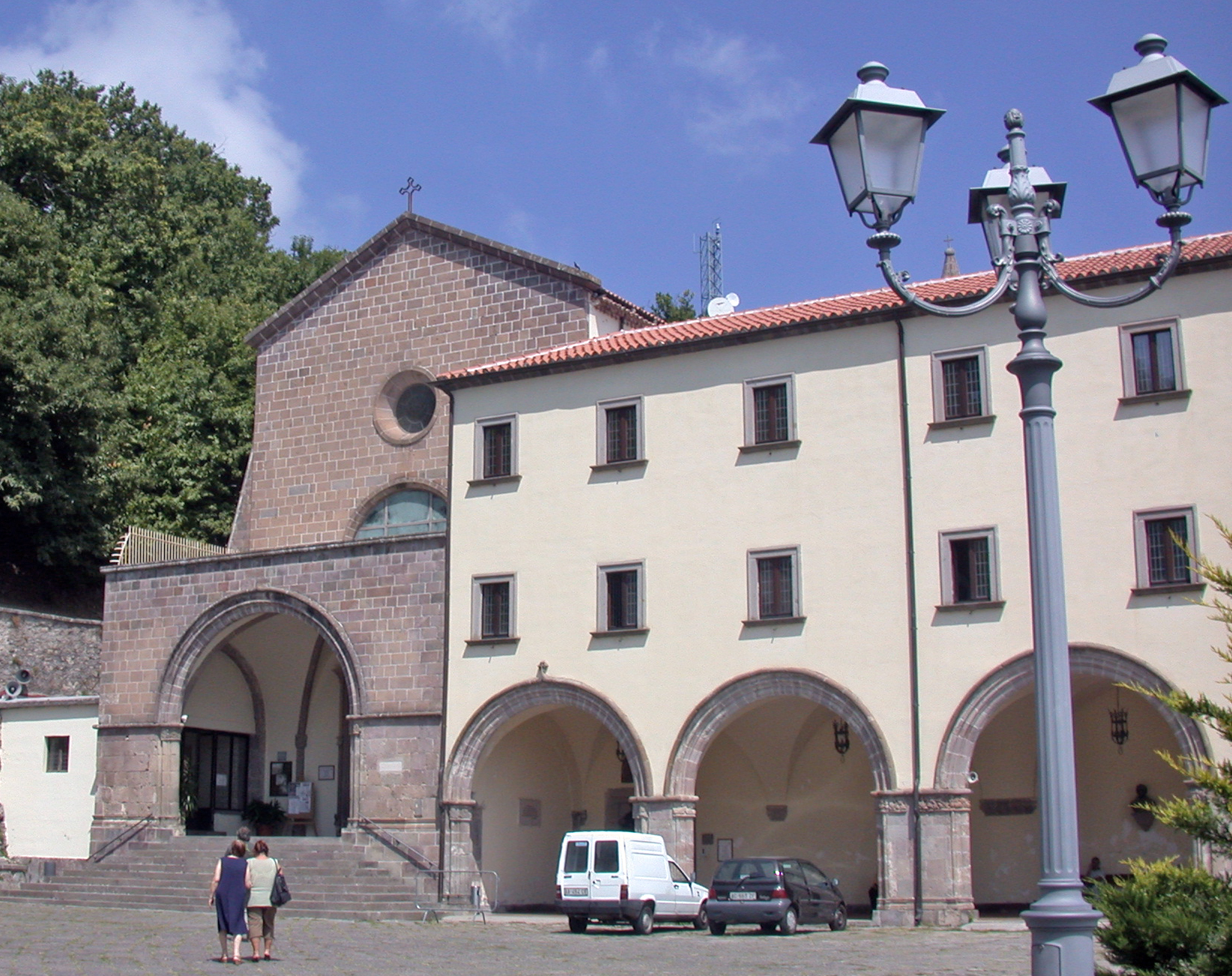
Il santuario di Maria Santissima del Lattani, patrona della diocesi, fondato nel 1430 da san Bernardino da Siena e san Giacomo della Marca.

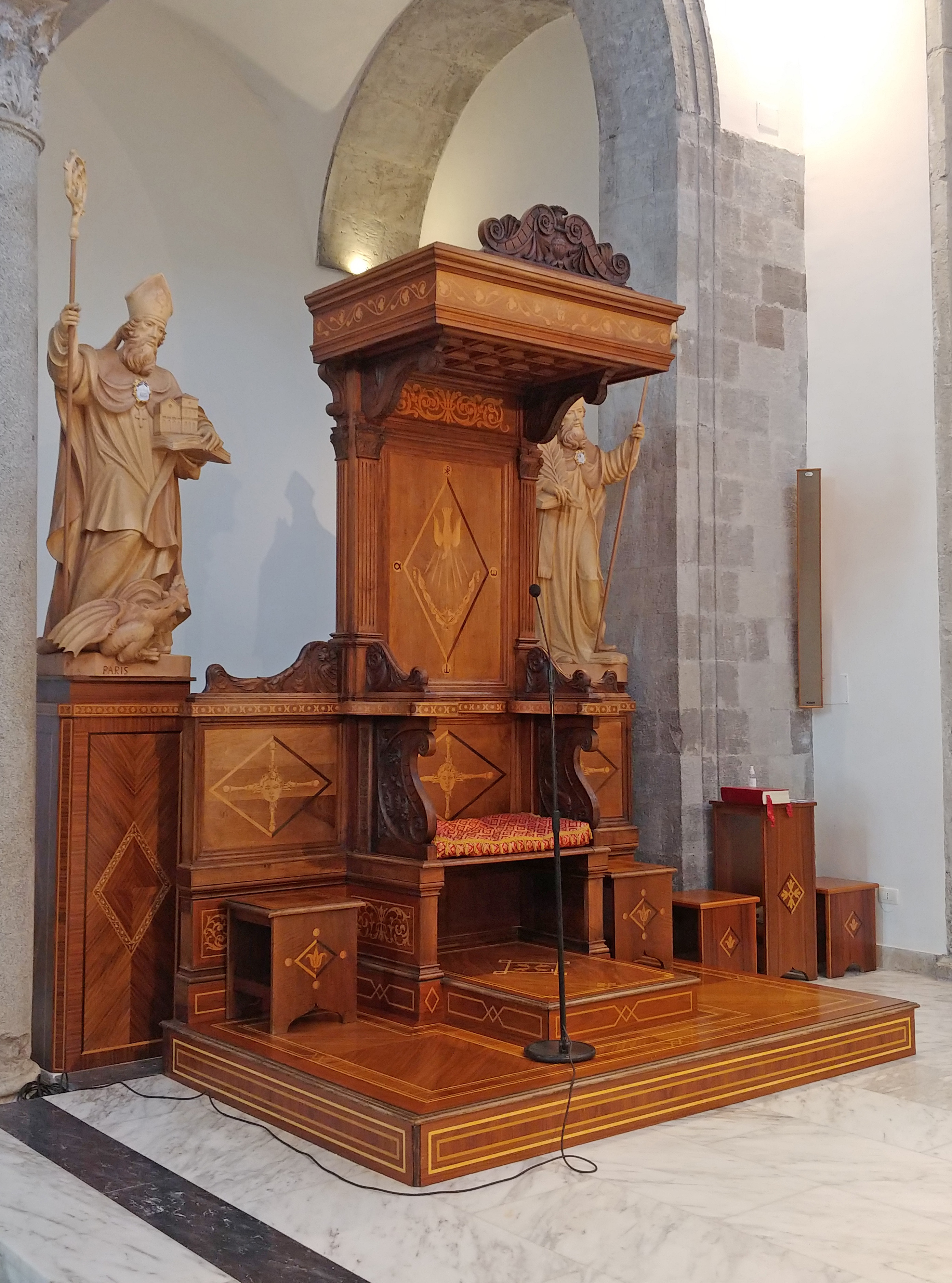
La cattedra episcopale, nella cattedrale di San Clemente a Teano.

La diocesi di Teano-Calvi (in latino Dioecesis Theanensis-Calvensis) è una sede della Chiesa cattolica in Italia suffraganea dell'arcidiocesi di Napoli ed appartenente alla regione ecclesiastica Campania. Nel 2022 contava 80.685 battezzati su 83.000 abitanti. È retta dal vescovo Giacomo Cirulli.
Sono patroni della diocesi la Madonna dei Láttani, san Paride e san Casto.

## Territorio
La diocesi comprende 22 comuni della provincia di Caserta: Caianello, Calvi Risorta, Camigliano (in parte), Conca della Campania, Francolise (in parte), Galluccio, Giano Vetusto (in parte), Marzano Appio, Mignano Monte Lungo, Pastorano (in parte), Pietramelara, Pietravairano, Pignataro Maggiore, Presenzano, Riardo, Roccamonfina, Roccaromana, Rocchetta e Croce, Sparanise, Teano, Tora e Piccilli e Vairano Patenora.
Sede vescovile è la città di Teano, dove si trova la cattedrale di San Giovanni a Porta Latina. A Calvi Risorta sorge la concattedrale di Santa Maria Assunta. Altri importanti luoghi di culto diocesani sono: la basilica minore e santuario di Maria Santissima del Lattani a Roccamonfina, i santuari di Sant'Antonio e di Santa Reparata a Teano, il santuario di Santa Maria della Vigna a Pietravairano e la basilica di San Paride ad Fontem, nei pressi di Teano.
Il territorio si estende su 663 km² ed è suddiviso in 72 parrocchie, raggruppate in 4 foranie: Teano, Pignataro Maggiore-Sparanise, Roccamonfina e Pietramelara.

## Storia
L'odierna diocesi nasce dalla plena unione delle diocesi di Teano e di Calvi stabilita nel 1986.

### Teano
La tradizione agiografica fa risalire l'origine della diocesi di Teano alla prima metà del IV secolo con i santi vescovi Paride, Amasio e Urbano; Lanzoni ritiene che «questi tre nomi provengano probabilmente da un catalogo teanense autentico». Nel luogo dove san Paride predicò per la prima volta la fede cristiana a Teano venne in seguito eretta una basilica nota con il titolo di San Paride ad Fontem, che fu verosimilmente la prima cattedrale della diocesi teanese.
Incerta e discussa è l'attribuzione di altri vescovi del V e VI secolo alla diocesi di Teano, e cioè Quinto, che prese parte al concilio romano indetto da papa Simmaco nel 499, e Domnino, menzionato nell'epistolario di papa Pelagio I (556-561). Per l'incertezza delle lezioni dei manoscritti, questi due vescovi potrebbero appartenere alla sede Theanensis oppure a quella Theatina. In seguito non si hanno più notizie della diocesi fino al IX secolo, forse per le distruzioni operate dall'arrivo dei Longobardi.
La cronotassi dei vescovi riprende con Mauro all'inizio del IX secolo, a cui è attribuita la costruzione della cattedrale detta di San Terenziano presso la tomba di san Paride. Nel corso del secolo la sede teanese fu occupata dai vescovi benedettini Lupo, Ilario, Leone e Angelario; in particolare il vescovo Leone fu destinatario di alcuni diplomi da parte dei papi Giovanni VIII e Stefano V tra l'879 e l'887/888. In questo periodo Montecassino fu distrutta dai Saraceni e i monaci, con l'abate Angelario, futuro vescovo, si rifugiarono a Teano, portando con sé la regola autografa di san Benedetto, che andò persa quando il monastero teanese fu distrutto da un incendio.
Nel 966 circa Capua fu elevata al rango di arcidiocesi metropolitana; tra le sue suffraganee figura anche la diocesi di Teano.
Nel XII secolo fu costruita una nuova cattedrale, dopo che la precedente venne incendiata dai Normanni nel 1062. Successivamente subirà altre due distruzioni: nel 1520 per un incendio e durante la seconda guerra mondiale. Interamente ricostruita, è stata consacrata nel 1957.
Tra i vescovi di Teano si ricordano in particolare: Pandolfo (1122-1126), che gli autori coevi celebrano come uomo di grande cultura, letterato e poeta, e difensore delle libertà della Chiesa; Pietro I, documentato dal 1154/1158 al 1179, che consacrò la chiesa di Santa Maria de intus (1174) e il cenobio di Santa Maria della Ferrara presso Vairano (1179); Guglielmo II, che nel 1274 accompagnò san Tommaso d'Aquino al secondo concilio di Lione; il domenicano romano Bartolomeo de Papazuri (1348-1353), illustre per nobiltà e per dottrina, trasferito alla sede di Chieti.
Dopo il concilio di Trento fu istituito il seminario vescovile, che già all'inizio dell'episcopato di Giovanni Paolo Marincola, nel 1576, contava 12 alunni. Il seminario però decadde rapidamente durante l'episcopato del vescovo Vincenzo Serafino a cavallo tra XVI e XVIII secolo. Paolo Squillante, nel 1655, ridiede vita al seminario presso il convento di Sant'Agostino degli Eremitani e fondò il monte dei poveri per l'assistenza dei indigenti della diocesi. Al vescovo Giuseppe Nicola Giberti (1681-1697) si deve invece l'ampliamento del seminario e il rinnovamento della cattedrale, crollata per un terremoto; tenne inoltre un sinodo diocesano e istituì una congregazione per l'insegnamento del catechismo.
Nel Settecento il vescovo Domenico Giordani è ricordato per l'accurata visita pastorale che fece alla sua diocesi nel 1753. «Per ogni chiesa e cappella raccolse notizie orali, ricercò documenti negli archivi e ne fece estrarre copia autentica; i documenti, autentici o in copia, li fece legare in un grosso volume, detto Appendice della Santa Visita (esso fu bruciato dai tedeschi nel 1943); di ogni chiesa tracciò la storia dalle origini fino ai suoi tempi.»
Al momento della piena unione con Calvi, la diocesi di Teano comprendeva i comuni di Caianello, Conca della Campania, Galluccio, Marzano Appio, Mignano Monte Lungo, Pietramelara, Pietravairano, Presenzano, Riardo, Roccamonfina, Roccaromana, Teano, Tora e Piccilli e Vairano Patenora.

### Calvi
Incerta è l'origine della diocesi di Calvi e la sua serie episcopale. Nicola Coletti, autore della seconda edizione dell'Italia sacra di Ferdinando Ughelli, pubblicò nel 1722 un catalogo episcopale di Calvi tratto da un «Kalendarium Calvense ad instar Martirologii, quod breviario antiquissimo longobardis literis exarato praeponitur», ossia un calendario di Calvi usato come martirologio ed estratto da un antico breviario scritto con caratteri longobardi. Il calendario, che inizia con san Casto considerato protovescovo caleno, riporta un elenco di vescovi molto frammentario, con il giorno e l'anno del decesso dei presuli. Tutti questi vescovi sono ignoti alle fonti storiche, mentre quelli documentati storicamente sono sconosciuti al Kalendarium. Per questo e altri motivi, Lanzoni ritiene "molto sospetto" l'elenco episcopale riportato da questo calendario; Kehr è ancora più esplicito quando dice che «nos quoque notitias huius calendarii omnino negleximus».
Se si escludono i vescovi noti solo per la loro presenza nel calendario caleno e quelli la cui attribuzione è discussa o errata, sono solo due i vescovi di Calvi del primo millennio documentati dalle fonti storiche: Giusto, vescovo noto grazie alla scoperta del suo epitaffio e che governò la diocesi calena da marzo 488 a febbraio 492; e Valerio, probabile suo successore, che prese parte al concilio romano indetto da papa Simmaco nel 499.
Incerta è la sorte della diocesi per i secoli successivi. Il calendario caleno sembra attestare una sua continuità per tutto il primo millennio, ad eccezione di un lungo periodo tra la seconda metà del VI secolo e la metà dell'VIII secolo.
Nel 966 circa Capua fu elevata al rango di arcidiocesi metropolitana; tra le sue suffraganee figura anche la diocesi di Calvi. In questa occasione alcune fonti fanno menzione del vescovo Andrea, che sarebbe stato consacrato vescovo di Calvi dal metropolita Giovanni. Tuttavia Kehr ritiene che queste informazioni e le fonti che le contengono mancano di ogni certezza storica («omni fide carent»).
La serie di vescovi caleni storicamente documentati riprende solo verso la fine dell'XI secolo con il vescovo Falcone, il cui nome appare in un privilegio concesso da Riccardo II di Capua alla chiesa di Santa Maria di Maddaloni del 1094. Frammentaria è la successiva cronotassi episcopale. Potrebbe essere un vescovo di Calvi il Iohannes episcopus Calenas che appare in un diploma di papa Onorio II del 1126. Nel 1174 Tancredi prese parte alla consacrazione della chiesa di Santa Maria de intus assieme al vescovo Pietro di Teano. Kamp documenta poi l'esistenza di numerosi vescovi caleni tra il XII e il XIII secolo, ma i cui nomi restano sconosciuti. «La series episcoporum riprende con continuità dal Duecento, nel quale risalta la figura del vescovo cisterciense Odoardo che, oppostosi a Federico II, durante il viaggio di ritorno dal concilio di Lione fu aggredito e messo in prigione dai seguaci dell'imperatore, dove morì».
Il periodo post tridentino è segnato a Calvi dalla presenza e dall'azione del vescovo Fabio Maranta (1582-1619), uomo di forte personalità con doti di grande organizzatore ed amministratore. Nel 1583 effettuò una visita pastorale della diocesi di cui resta una dettagliata relazione, dalla quale si evince lo stato di rovina dell'antica cattedrale di San Casto: sprovvista di una porta, la cattedrale fungeva occasionalmente da ricovero notturno per uomini e animali. Questa chiesa, di cui oggi restano solo rovine, sarà officiata fino al 1680, secondo quanto scrive il vescovo Filippo Positano nella sua relazione del 1727. Maranta restaurò la cattedrale e ne aumentò il numero dei canonici da due a nove. Nel 1588 fece redigere una platea dove vennero descritti tutti i beni della mensa vescovile e del capitolo, e le chiese con i benefici della diocesi. Nello stesso anno, fu celebrato il sinodo diocesano.
Nel 1647 la sollevazione di Masaniello devastò Calvi per rappresaglia contro la famiglia del vescovo: il palazzo vescovile fu raso al suolo e la cattedrale danneggiata. Il vescovo fu costretto ad abbandonare Calvi e a risiedere a Pignataro, che diventerà residenza abituale dei vescovi di Calvi. In questi anni la peste flagellò e spopolò tanto Calvi quanto Teano. Nel 1686 il palazzo vescovile di Calvi consisteva ancora di una semplice stanza.
Il finire del XVII secolo, coincidente con l'episcopato del domenicano Vincenzo Maria de Silva (1679-1702), fu per la diocesi di Calvi un periodo di ripresa, in cui si cercò una soluzione al problema del seminario diocesano: fu progettato un seminario con dodici posti con un maestro di canto, uno di grammatica e un rettore; nell'intenzione del vescovo il seminario doveva mettere fine ad una penosa ignoranza del clero e dei candidati al sacerdozio.
La prima metà del XVIII secolo vide la definitiva istituzione del seminario di Calvi per impulso del vescovo Filippo Maria Positano (1720-1732). Il nuovo seminario fu benedetto personalmente da papa Benedetto XIII il 16 maggio 1727. Il vescovo Positano fondò anche il monte frumentario, un istituto di credito agrario che offriva ai contadini un'alternativa all'usura. Giuseppe Maria Capece Zurlo (1756-1782) ampliò il seminario del Positano e fece erigere un seminario estivo nel 1757 tra Visciano e Zuni.
Al momento della piena unione con Teano, la diocesi di Calvi comprendeva i territori di Calvi Risorta, Camigliano, Francolise (in parte), Giano Vetusto, Pastorano (in parte), Pignataro Maggiore, Rocchetta e Croce e Sparanise.

### Teano-Calvi
Il 27 giugno 1818 le due diocesi furono unite aeque principaliter con la bolla De utiliori di papa Pio VII, assumendo il nome di diocesi di Calvi e Teano. Il 24 settembre Andrea de Lucia, vescovo di Calvi, prese possesso tramite un procuratore della diocesi di Teano.
A metà del XIX secolo le diocesi attraversano un periodo di decadenza, soprattutto a causa dell'anticlericalismo diffuso, che fece segnare una diminuzione delle vocazioni sacerdotali. Dal 1860 al 1866 al vescovo Bartolomeo d'Avanzo fu impedito l'ingresso in diocesi, perché sprovvisto del placet governativo. Da Sorrento, dove risiedeva in esilio, condusse una battaglia contro la massoneria e dopo l'ingresso in diocesi dovette insistere per la riapertura dei seminari, che erano stati chiusi per il rifiuto di accogliere l'ispezione governativa. Per i suoi meriti e per la difesa dell'infallibilità pontificia durante il Concilio Vaticano I fu fatto cardinale da papa Pio IX.
Gli succedette il vescovo Alfonso Maria Giordano, che era stato suo coadiutore, del quale si ricorda la generosità durante l'epidemia di colera del 1884. Riuscì a riaprire i seminari di Teano e di Visciano.
Albino Pella, che governò le diocesi dal 1908 al 1915, si operò per diffondere un modello di vita cristiana più maturo. Alla devozione popolare volle sostituire una regolare pratica cristiana, per la quale istituì una scuola di catechismo. Le sue opere sociali, la cassa rurale cattolica contro l'usura e la società di mutuo soccorso fra gli operai, furono anch'essi tentativi di razionalizzare e di guidare l'attività pastorale.
Il vescovo Calogero Licata nel 1921 riuscì ad unire i due seminari, sopprimendo quello di Visciano, per contenere le spese. Ed inoltre unificò i seminari delle due diocesi di Teano e di Calvi, decisione confermata dalla Santa Sede con il decreto Pluribus abhinc annis della Congregazione dei Seminari e degli Istituti di Studi del 2 agosto 1921. Licata pubblicò una lettera pastorale contro gli abusi introdotti nelle feste religiose. Morì cadendo da un'impalcatura del seminario di Teano nel 1924.
Durante la Seconda guerra mondiale le diocesi sono rette dal vescovo Giacinto Tamburini. Il 5 ottobre 1943 i tedeschi prelevarono il vescovo già infermo per condurlo in un convento. Il 6 ottobre Teano fu bombardata e la cattedrale distrutta. Il vescovo morì nel gennaio dell'anno successivo, provato dalle disgrazie della guerra.
Il 12 maggio 1952, con la lettera apostolica Vitae huius iactati, papa Pio XII proclamò la Beata Maria Vergine del Láttani, venerata con il titolo di Regina Mundi, patrona principale di entrambe le diocesi.
Il 30 aprile 1979 fu soppressa la provincia ecclesiastica dell'arcidiocesi di Capua e le due diocesi divennero suffraganee dell'arcidiocesi di Napoli.
Il 30 settembre 1986, con il decreto Instantibus votis della Congregazione per i Vescovi, fu stabilita la piena unione delle due diocesi con il nome attuale.
Nel 1999 fu aperto nella cripta della cattedrale di Teano il museo diocesano d'arte sacra; la nuova sede presso il seminario di Teano è stata inaugurata il 31 maggio 2015.
È unita in persona episcopi alla diocesi di Alife-Caiazzo, dal 26 febbraio 2021, e alla diocesi di Sessa Aurunca, dal 23 febbraio 2023.

## Cronotassi dei vescovi
Si omettono i periodi di sede vacante non superiori ai 2 anni o non storicamente accertati.

### Vescovi di Teano
- San Paride † (circa 333 - 346 deceduto)
- Sant'Amasio † (circa 346 - 356 deceduto)
- Sant'Urbano † (circa 356 - ?)
- Quinto † (menzionato nel 499)[14]
- Domnino ? † (metà del VI secolo)[15]
- Mauro † (inizio del IX secolo ?)[16]
- Lupo, O.S.B. † (? - circa 860 deceduto)
- Ilario, O.S.B. † (860 - 867)
- Stefano † (menzionato nell'868 ?)[17]
- Leone, O.S.B. † (documentato dall'879 all'887/888)[7]
- Angelario, O.S.B. † (? - 5 dicembre 889 deceduto)
- Galdo (o Gildo) † (menzionato nel 963)[18]
- Landone † (menzionato nel 987)[18]
- Sandario † (menzionato nel 1004/1009)[19]
- Isembardo † (menzionato nel 1049)
- Arduino † (menzionato nel 1059)
- Guglielmo I † (menzionato nel 1071)
- Bernardo † (menzionato nel 1094)[20]
- Pandolfo, O.S.B. † (prima del 1122 - dopo il 1126)[21]
- Raul I † (documentato come vescovo eletto nel 1143)[22]
- Pietro I † (prima del 1154/1158 - dopo il 1179)[23]
- Raul II † (menzionato nel 1182)[22]
- Pietro II † (prima del 1189 - dopo il 1191)[22]
- Teodino † (prima di settembre 1193 - dopo il 1197)[22]
- Anonimo † (menzionato nel 1206)[22]
- P. † (documentato come vescovo eletto nel 1210/1220)[22]
- Anonimo † (documentato dal 1215 al 1217)[22]
- Anonimo † (documentato dal 1222 al 1225)[22]
- Roffredo † (prima del 1229 - 23 ottobre 1239 deceduto)[22]
- Ugo † (documentato dal 1252 al 1273)[22]
- Guglielmo II † (prima di maggio 1274 - 1295 deceduto)
- Nicola † (9 agosto 1296 - circa 1304 deceduto)
- Adenolfo † (circa 1305 - 1309 deceduto)
- Goffredo Galluzzi † (1310 - 1338 deceduto)
- Pietro III † (23 marzo 1338 - ? deceduto)
- Omodeo † (16 luglio 1342 - ? deceduto)
- Bartolomeo Papazzurri, O.P. † (30 maggio 1348 - 24 maggio 1353 nominato vescovo di Chieti)
- Marino del Giudice[24] † (24 maggio 1353 - 16 aprile 1361 nominato arcivescovo di Amalfi)
- Giovanni Muzio † (11 agosto 1361 - 1363 deceduto)
- Francesco da Messina, O.P. † (20 dicembre 1363 - 1369)
- Tommaso della Porta † (5 marzo 1369 - 19 gennaio 1372 nominato arcivescovo di Reggio Calabria)
- Alessandro † (19 gennaio 1372 - dopo il 1375)
- Antonio Petrucci † (prima del 1383 - 27 settembre 1393 nominato vescovo di Penne)
  - Giovanni da Eboli, O.F.M. † (1388 - 19 maggio 1422 dimesso) (antivescovo)
- Niccolò de Diano † (23 ottobre 1393 - 12 marzo 1411 nominato arcivescovo di Napoli)
- Gaspare de Diano † (30 giugno 1412 - ?)
- Giovanni Cristoforo Crisponi † (26 gennaio 1418 - 1443 deceduto)
- Martino de Belinzo, O.Cist. † (25 febbraio 1443 - 1458 deceduto)
- Niccolò Forteguerri † (25 novembre 1458 - 21 dicembre 1473 deceduto)
- Orso Orsini † (22 marzo 1474 - 1495 deceduto)
- Francesco Borgia I † (19 agosto 1495 - 6 novembre 1499 nominato arcivescovo di Cosenza)
  - Francesco Borgia I † (6 novembre 1499 - 5 luglio 1508 dimesso) (amministratore apostolico)
  - Francesco Borgia II † (5 luglio 1508 - 1531 dimesso) (amministratore apostolico)
  - Giovanni Salviati † (21 giugno 1531 - 30 aprile 1535 dimesso) (amministratore apostolico)
- Antonio Maria Sartori † (30 aprile 1535 - 1556 deceduto)
- Girolamo Michele Nichesola, O.P. † (11 gennaio 1557 - agosto 1566 deceduto)
- Arcangelo de' Bianchi, O.P. † (16 settembre 1566 - settembre 1575 dimesso)
- Giovanni Paolo Marincola † (18 settembre 1575 - 1588 dimesso)
- Vincenzo Brancaleoni † (9 marzo 1588 - 1588 deceduto)
- Vincenzo Serafino † (3 ottobre 1588 - 1615 deceduto)
- Angelo della Ciaia † (24 febbraio 1616 - novembre 1616 deceduto)
- Miguel Ángel Zaragoza Heredia † (27 febbraio 1617 - agosto 1622 deceduto)
- Ovidio Lupari † (9 gennaio 1623 - 1626 deceduto)
- Juan de Guevara, C.R.M. † (22 marzo 1627 - agosto 1641 deceduto)
- Muzio de Rosis † (14 luglio 1642 - settembre 1654 deceduto)
- Paolo Squillanti † (7 dicembre 1654 - 2 gennaio 1660 deceduto)
- Ottavio Boldoni, B. † (15 novembre 1660 - febbraio 1680 deceduto)
- Giuseppe Nicola Giberti † (12 maggio 1681 - 29 novembre 1697 dimesso)
- Domenico Pacifico † (27 gennaio 1698 - settembre 1717 deceduto)
- Giuseppe del Pozzo † (11 febbraio 1718 - agosto 1723 deceduto)
- Domenico Antonio Cirillo † (14 febbraio 1724 - agosto 1745 deceduto)
- Angelo Longo, O.S.B. † (9 marzo 1746 - 19 ottobre 1749 deceduto)
- Domenico Giordani † (1º dicembre 1749 - 7 luglio 1755 dimesso)
- Aniello Broya † (17 novembre 1755 - novembre 1767 deceduto)
- Giovanni Giacomo Onorati † (25 gennaio 1768 - 12 maggio 1777 nominato vescovo di Troia)
- Filippo d'Aprile † (23 giugno 1777 - 27 febbraio 1792 nominato vescovo di Melfi e Rapolla)
- Raffaele Pasca, O.S.B. † (26 marzo 1792 - circa 1795 deceduto)
- Nicola Vecchi † (18 dicembre 1797 - 1808 deceduto)
  - Sede vacante (1808-1818)

### Vescovi di Calvi
Incerta e discussa è la cronotassi dei vescovi di Calvi. Ferdinando Ughelli inizia la serie dei vescovi con Pietro nell'XI secolo; il continuatore dell'Italia sacra, Coletti, a partire da un Kalendarium calvense che riporta i nomi dei vescovi di Calvi da Calepodio a Valentino, aggiunge la serie dei prelati del primo millennio ed integra la serie ughelliana con altri vescovi. Oltre alla discussa validità di questo calendario, per la somiglianza dei nomi ecclesiastici latini delle diocesi di Calvi (Calvensis) e di Cagli (Calliensis) spesso i vescovi delle due sedi vengono confusi, attribuendo all'una i vescovi dell'altra.
- Calepodio † (menzionato nel 307)
- Greciano ? † (menzionato nel 359)[25]
- Liberio † (? - 30 gennaio 405 deceduto)
- Ruffo † (? - 4 dicembre 414 deceduto)
- Giusto † (marzo 488 - 5 febbraio 492 deceduto)[26]
- Valerio † (menzionato nel 499)
- Aurelio † (? - 15 maggio 504 deceduto)
- Aucupio di Sinuessa † (? - 31 dicembre 513 deceduto)
- Claudio † (? - 2 luglio 556 deceduto)
- Leone di Capua † (? - 6 agosto 567 deceduto)
- Podio ? † (menzionato nel 721)[27]
- Rodolfo ? † (prima del 761 - 4 aprile 767 deceduto)[28]
- Silvio † (768 - 1º ottobre 797 deceduto)
- Niceta † (798 - 12 dicembre 814 deceduto)
- Passivo ? † (prima dell'823 - 6 luglio 827 deceduto)[28]
- Ferdinando † (829 - 6 gennaio 837 deceduto)
  - Valentino † (838 - dicembre 842 deceduto) (vescovo eletto)
- Andrea ? † (menzionato nell'853)[28]
- Giovanni I † (menzionato nell'896)[29]
- Andrea II † (menzionato nel 966)[29]
- Giacomo † (menzionato nel 977)[29]
- Alderico ? † (menzionato nel 979)[30]
- Pietro da Capua ? † (prima del 1041 - 30 giugno 1044 deceduto)[31]
- Falcone † (menzionato nel 1094)[32]
- Giovanni II † (menzionato nel 1126)[33]
- Tancredi † (menzionato nel 1174)[34]
- Anonimo † (menzionato nel 1182)[34]
- Goffredo † (epoca incerta)[35]
- Anonimo † (menzionato nel 1215 e 1217)[34]
- Giovanni III † (menzionato nel 1221)[34]
- Anonimo † (menzionato nel 1233 e 1239)[34]
- Edoardo, O.Cist. † (? - circa 1245 deceduto)[36]
- Anonimo † (menzionato nel 1247)[34]
- Palmerio di Capua † (? - 23 luglio 1252 nominato vescovo di Boiano)
- Pietro I de Sancto Helya † (menzionato nel 1254)[34]
  - Guido de Aureliaco † (menzionato come vescovo eletto nel 1268)[34]
  - Gregorio † (menzionato come vescovo eletto nel 1272)[37]
- Isembardo ? † (1265 - 23 marzo 1271 deceduto)
- Landolfo † (? - 15 maggio 1289 deceduto)
- Roberto † (? - 1291 deceduto)
- Enrico † (menzionato nel 1301)
- Pietro II † (prima del 1304 - 1311 deceduto)
- Federico † (1311 - ?)
- Baliano † (menzionato nel 1320)
- Giovanni †
- Taddeo da Capua † (1330 - 1332 deceduto)
- Giovanni de Concivis, O.Min. † (30 ottobre 1332 - circa 1343 dimesso)
- Stefano, O.Carm. † (9 febbraio 1343 - circa 1344 deceduto)
- Giovanni da Arpino, O.Min. † (31 agosto 1344 - 7 giugno 1348 deceduto)
- Pietro da Briva, O.Min. † (7 gennaio 1349 - circa 1364 deceduto)
- Rainaldo da San Benedetto † (22 aprile 1364 - circa 1372 deceduto)
- Giovanni da Rocca, O.Min. † (7 aprile 1372 - circa 1377 deceduto)
- Roberto Baccari † (4 ottobre 1377 - ?)
- Giovanni † (menzionato nel 1388)
- Bartolomeo Vanni, O.E.S.A. † (5 febbraio 1395 - 1402 nominato vescovo di Scutari)
- Stefano Goberno, O.Min. † (5 marzo 1403 - 1413 deceduto)
- Antonio Galluzzi † (13 febbraio 1413 - 1415 deceduto)
- Antonio de Fede, O.Carm. † (15 febbraio 1415 - 1443 deceduto)
- Angelo Mazziotta † (15 aprile 1441 - dopo il 1452 deceduto)
- Antonio de Clemente † (13 aprile 1472 - 1495 deceduto)
- Angelo Marotti † (24 luglio 1495 - ?)
- Maurilio Giannotti † (dopo il 1495 - 1505 deceduto)
- Matteo Orsini † (8 novembre 1505 - 1512 deceduto)
  - Gabriele Orsini † (19 gennaio 1512 - 1519 dimesso) (vescovo eletto)
- Giovanni Antonio Gallo † (9 agosto 1519 - 1543 deceduto)
- Lorenzo Spada, O.F.M.Conv. † (1º giugno 1543 - 1544 deceduto)
  - Marino Gennari † (13 agosto 1544 - 1544 deceduto) (vescovo eletto)
- Berenguer Gombau † (27 ottobre 1544 - 1551 deceduto)
- Gaspare Ricciulli del Fosso, O.M. † (22 aprile 1551 - 17 luglio 1560 nominato arcivescovo di Reggio Calabria)
- Giulio Magnani, O.F.M.Conv. † (17 luglio 1560 - 25 settembre 1565 deceduto)
- Paolo Terracino † (10 giugno 1566 - 1575 deceduto)
- Ascanio Marchesini † (23 settembre 1575 - 1580 deceduto)
- Scipione Bozzuti † (24 febbraio 1580 - 14 febbraio 1582 nominato vescovo di Lucera)
- Fabio Maranta † (5 marzo 1582 - 1619 deceduto)
- Gregorio Del Bufalo † (8 aprile 1619 - 1623 deceduto)
- Gennaro Filomarino, C.R. † (18 dicembre 1623 - ottobre 1650 deceduto)
- Francesco Falcucci † (19 dicembre 1650 - 1659 deceduto)
- Vincenzo Carafa, C.R.L. † (8 agosto 1661 - 1679 deceduto)
- Vincenzo Maria de Silva, O.P. † (10 aprile 1679 - luglio 1702 deceduto)
- Giovanbattista Caracciolo, C.R. † (15 gennaio 1703 - 5 novembre 1714 deceduto)
  - Sede vacante (1714-1720)
  - Giovanni Carafa, C.R. † (1719 - 17 agosto 1719 deceduto) (vescovo eletto)
- Filippo Positano † (16 dicembre 1720 - dicembre 1732 deceduto)
- Gennaro Maria Danza † (2 marzo 1733 - 1740 deceduto)
- Giuseppe Barone † (29 maggio 1741 - 12 gennaio 1742 deceduto)
- Francesco Agnello Fragianni † (28 febbraio 1742 - aprile 1756 deceduto)
- Giuseppe Maria Capece Zurlo, C.R. † (24 maggio 1756 - 16 dicembre 1782 nominato arcivescovo di Napoli)
  - Sede vacante (1782-1792)
- Andrea de Lucia † (27 febbraio 1792 - 27 giugno 1818 nominato vescovo di Calvi e Teano)

### Vescovi di Calvi e Teano
- Andrea de Lucia † (28 giugno 1818 - 1830 deceduto)
- Giuseppe Pezzella, O.S.A. † (1830 succeduto - 3 gennaio 1833 deceduto)
- Giuseppe Trama † (20 gennaio 1834 - 6 ottobre 1837 dimesso)
  - Sede vacante (1837-1840)
- Nicola Sterlini † (27 aprile 1840 - 3 aprile 1860 deceduto)
- Bartolomeo d'Avanzo † (13 luglio 1860 - 20 ottobre 1884 deceduto)
- Alfonso Maria Giordano, C.SS.R. † (20 ottobre 1884 succeduto - 16 dicembre 1907 dimesso[38])
- Albino Pella † (19 agosto 1908 - 12 aprile[39] 1915 nominato vescovo di Casale Monferrato)
- Calogero Licata † (14 aprile 1916 - 25 agosto 1924 deceduto)
- Giuseppe Marcozzi † (14 agosto 1926 - 21 aprile 1940 deceduto)
- Giacinto Tamburini † (6 marzo 1941 - 8 gennaio 1944 deceduto)
- Vincenzo Bonaventura Medori † (17 luglio 1945 - 12 agosto 1950 deceduto)
- Giacomo Palombella † (3 gennaio 1951 - 2 luglio 1954 nominato arcivescovo di Matera)
- Matteo Guido Sperandeo † (5 settembre 1954 - 17 agosto 1984 ritirato)
- Felice Cece † (17 agosto 1984 - 30 settembre 1986 nominato vescovo di Teano-Calvi)

### Vescovi di Teano-Calvi
- Felice Cece † (30 settembre 1986 - 8 febbraio 1989 nominato arcivescovo di Sorrento-Castellammare di Stabia)
- Francesco Tommasiello † (15 luglio 1989 - 25 ottobre 2005 deceduto)
- Arturo Aiello (13 maggio 2006 - 6 maggio 2017 nominato vescovo di Avellino)
- Giacomo Cirulli, dal 14 settembre 2017

## Statistiche
La diocesi nel 2022 su una popolazione di 83.000 persone contava 80.685 battezzati, corrispondenti al 97,2% del totale.
| anno | popolazione | popolazione | popolazione | presbiteri | presbiteri | presbiteri | presbiteri                | diaconi | religiosi | religiosi | parrocchie |
| anno | battezzati  | totale      | %           | numero     | secolari   | regolari   | battezzati per presbitero | diaconi | uomini    | donne     | parrocchie |
| ---- | ----------- | ----------- | ----------- | ---------- | ---------- | ---------- | ------------------------- | ------- | --------- | --------- | ---------- |
| 1949 | 74.000      | 74.000      | 100,0       | 177        | 133        | 44         | 418                       |         | 24        | 50        | 107        |
| 1959 | 74.000      | 74.000      | 100,0       | 155        | 119        | 36         | 477                       |         | 35        | 70        | 106        |
| 1970 | 86.000      | 86.000      | 100,0       | 125        | 97         | 28         | 688                       |         | 33        | 95        | 106        |
| 1980 | 88.400      | 89.100      | 99,2        | 114        | 84         | 30         | 775                       |         | 35        | 60        | 106        |
| 1990 | 80.400      | 80.600      | 99,8        | 95         | 73         | 22         | 846                       |         | 27        | 115       | 70         |
| 1999 | 80.000      | 80.150      | 99,8        | 83         | 57         | 26         | 963                       |         | 28        | 84        | 70         |
| 2000 | 80.000      | 80.150      | 99,8        | 79         | 53         | 26         | 1.012                     |         | 30        | 84        | 70         |
| 2001 | 78.000      | 80.000      | 97,5        | 77         | 52         | 25         | 1.012                     |         | 29        | 84        | 70         |
| 2002 | 80.000      | 80.000      | 100,0       | 77         | 52         | 25         | 1.038                     |         | 29        | 84        | 70         |
| 2003 | 80.000      | 80.000      | 100,0       | 54         | 51         | 3          | 1.481                     |         | 4         | 84        | 70         |
| 2004 | 80.000      | 80.000      | 100,0       | 46         | 45         | 1          | 1.739                     | 5       | 3         | 84        | 70         |
| 2010 | 81.200      | 83.000      | 97,8        | 63         | 49         | 14         | 1.288                     | 9       | 17        | 70        | 70         |
| 2014 | 82.600      | 84.400      | 97,9        | 69         | 50         | 19         | 1.197                     | 9       | 23        | 114       | 70         |
| 2017 | 82.200      | 84.000      | 97,9        | 78         | 60         | 18         | 1.053                     | 11      | 19        | 107       | 72         |
| 2020 | 82.340      | 84.700      | 97,2        | 69         | 53         | 16         | 1.193                     | 11      | 16        | 103       | 72         |
| 2022 | 80.685      | 83.000      | 97,2        | 67         | 50         | 17         | 1.204                     | 11      | 17        | 107       | 72         |

### Diocesi di Teano
- (LA) Ferdinando Ughelli, Italia sacra, vol. VI, seconda edizione, Venezia, 1720,  coll. 548-579.
- Vincenzio d'Avino, Cenni storici sulle chiese arcivescovili, vescovili e prelatizie (nullius) del Regno delle Due Sicilie, Napoli, 1848,  pp. 660–661.
- Francesco Lanzoni, Le diocesi d'Italia dalle origini al principio del secolo VII (an. 604), vol. I, Faenza, 1927,  p. 186.
- (LA) Paul Fridolin Kehr, Italia Pontificia, VIII, Berolini, 1935,  pp. 255–262 (archiviato dall'url originale il 29 settembre 2015).
- (DE) Norbert Kamp, Kirche und Monarchie im staufischen Königreich Sizilien. Prosopographische Grundlegung. Bistümer und Bischöfe des Königreichs 1194-1266., 1. Abruzzen und Kampanien, München, 1973,  pp. 189–194.
- (LA) Pius Bonifacius Gams, Series episcoporum Ecclesiae Catholicae, Graz, 1957,  pp. 930–931.
- (LA)  Konrad Eubel, Hierarchia Catholica Medii Aevi, vol. 1, pp. 480–481; vol. 2, pp. XXXIX, 249; vol. 3, p. 311; vol. 4, p. 331; vol. 5, p. 373; vol. 6, p. 399.

### Diocesi di Calvi
- (LA) Ferdinando Ughelli, Italia sacra, vol. VI, seconda edizione, Venezia, 1720,  coll. 231–251.
- A. Ricca, Osservazioni sull'antica Calvi di M. Zona, parte II, Napoli, 1835.
- Vincenzio d'Avino, Cenni storici sulle chiese arcivescovili, vescovili e prelatizie (nullius) del Regno delle Due Sicilie, Napoli, 1848,  pp. 661–662.
- Francesco Lanzoni, Le diocesi d'Italia dalle origini al principio del secolo VII (an. 604)volume= vol. I, Faenza, 1927,  pp. 186–189.
- (LA) Paul Fridolin Kehr, Italia Pontificia, VIII, Berolini, 1935,  pp. 263–264 (archiviato dall'url originale il 29 settembre 2015).
- (DE) Norbert Kamp, Kirche und Monarchie im staufischen Königreich Sizilien. Prosopographische Grundlegung. Bistümer und Bischöfe des Königreichs 1194-1266., 1. Abruzzen und Kampanien, München, 1973,  pp. 157–161.
- (LA) Pius Bonifacius Gams, Series episcoporum Ecclesiae Catholicae, Graz, 1957,  pp. 864–865.
- (LA)  Konrad Eubel, Hierarchia Catholica Medii Aevi, vol. 1, p. 159; vol. 2, pp. XVII, 115; vol. 3, pp. 147–148; vol. 4, p. 130; vol. 5, pp. 137–138; vol. 6, p. 141.